# Urgence vitale
En médecine, une urgence vitale est une situation où la vie du patient est en danger et où il risque de décéder faute de soins rapides et adaptés. Le terme peut correspondre à celui d'urgence absolue en triage médical.
Toute pathologie mettant en jeu le pronostic vital immédiatement entre dans ce cadre. On peut citer par exemple l'arrêt cardiorespiratoire qui est l'urgence absolue.
En cas de situation de détresse vitale, il faut appeler immédiatement les numéros d'urgence.
L'urgence vitale implique de pouvoir effectuer certains gestes vitaux immédiatement, d'où l'importance des formations aux premiers secours.